# 糖新生
糖新生（とうしんせい、gluconeogenesis）とは、ヒトや動物が、グルカゴンの分泌をシグナルとして、ピルビン酸、乳酸、糖原性アミノ酸、プロピオン酸、グリセロールなどの糖質以外の物質から、グルコースを生産する手段・経路である。

## 概要
肉食に偏っている場合、摂取栄養がタンパク質と脂肪に偏り、同じく三大栄養素のひとつである糖分の摂取が不足することになる。猫のような肉食動物は、糖新生の酵素活性が低く、タンパク質から分解されて得られた糖原性アミノ酸を糖新生に使わずにエネルギーとして利用している。犬のような雑食性動物やヒトのような雑食性の霊長類は、糖新生の酵素活性が高く、タンパク質から分解されて得られた糖原性アミノ酸から糖新生を行って体内で必要な糖分を生成している。。
反芻動物の場合は、セルロースを分解するバクテリアが胃の中で糖を揮発性脂肪酸にしてしまうのでプロピオン酸からの糖新生は特に重要な代謝である。
ヒトの場合は、タンパク質摂取量が十分なら糖質を摂取しなくても血糖を維持可能であるが、外部からの糖の供給が長期的に断たれるとケトン体が生成される。正常な人ではインスリンの分泌が適切に調節されて血糖値が低くなりすぎないように保たれ、ケトン体はエネルギー源として利用されるため、ケトアシドーシスは起こらない。
1分子のグルコースを新生するのに、ATPを6分子必要とする。ほとんどは肝臓の細胞で、一部は腎臓で行われる。
ほとんどの細胞では、グルコースの取り込みと異化に関わる唯一の酵素であるグルコース-6-ホスファターゼの発現が欠如しているために、遊離のグルコースを生成することができない。グルコース-6-ホスファターゼを有する肝細胞と、激しい飢餓条件の下での小腸と腎臓のみが、糖新生反応に従って生成したグルコース-6-リン酸のリン酸基を外して遊離のグルコースを生成し、血管中に遊離のグルコースを放出することが可能である。なお、グルコースが細胞に取り込まれると直ちにリン酸化が起こりグルコース-6-リン酸が生成されるのは、グルコースが細胞膜を超えて拡散してしまうのを防ぐためである。リン酸化により電荷が導入されるので、グルコース-6-リン酸は容易に細胞膜を通過することができない。
糖新生が急激に起こったため高血糖をもたらす現象をソモジー効果という。1850年代に、フランスの生理学者、クロード・ベルナールにより明らかにされた。また、絶食を行うと糖不足を補うため筋肉が分解されて糖新生が起こり、筋肉が減少することにより新陳代謝が減少する。
長期の絶食時は1日を通じた呼吸商の平均値が約0.7に収束し、飢餓状態でも一定の糖新生が行われているにもかかわらず尿中窒素排泄量が極端に減少する。この事から、糖新生によって作られるグルコースは熱量基準で見た場合はほぼ脂質由来であり、アミノ酸は重要な基質ではあるものの消費量は少ないと現在では考えられているが、全体のサイクルは不明な点が多い。

## 糖新生の経路
反応は、ほぼ解糖系の逆反応に沿って進むが、不可逆反応もあるので、全体の反応としては解糖系の逆行ではない。不可逆反応については別の方法で起こす。以下にその反応を示す。

### ピルビン酸→ホスホエノールピルビン酸
クエン酸回路を経由させることで反応を進めている。この反応は4つの段階を踏み、はじめの2段階はミトコンドリアで、後は細胞質で行われる。ミトコンドリア内ではピルビン酸カルボキシラーゼがピルビン酸に作用してオキサロ酢酸となりクエン酸回路の中間体となる。オキサロ酢酸はそのままではミトコンドリアの内膜を通過できないので、ミトコンドリアから細胞質へのホスホエノールピルビン酸の輸送は、リンゴ酸/ホスホエノールピルビン酸シャトルによって調停される。
そして、オキサロ酢酸がミトコンドリアから出るためにリンゴ酸デヒドロゲナーゼによってリンゴ酸に還元され、リンゴ酸としてミトコンドリア内膜を通過する。ミトコンドリア外の細胞質で再びリンゴ酸デヒドロゲナーゼによってオキサロ酢酸に酸化され、最終的にはホスホエノールピルビン酸カルボキシキナーゼ(PEPCK)によってホスホエノールピルビン酸に変換される。全体的にこの反応のギブズエネルギーの総和は⊿G'°＝0.9 kj/molである。
- （ミトコンドリア内）

段階１：ピルビン酸＋HCO3-＋ATP → オキサロ酢酸＋ADP＋Pi
ピルビン酸カルボキシラーゼにより進む。
段階２：オキサロ酢酸+NADH＋H+{\displaystyle \rightleftharpoons } L-リンゴ酸＋NAD
リンゴ酸デヒドロゲナーゼにより進む。
- （リンゴ酸-アスパラギン酸シャトルによりリンゴ酸としてミトコンドリア内膜、外膜を通過し細胞質に到達）

段階３：L-リンゴ酸＋NAD {\displaystyle \rightleftharpoons } オキサロ酢酸＋NADH＋H+
この反応もリンゴ酸デヒドロゲナーゼにより進む。
段階４：オキサロ酢酸＋GTP → ホスホエノールピルビン酸＋GDP＋CO2
ホスホエノールピルビン酸カルボキシキナーゼ（phosphoenolpyruvate carboxykinase）により進む。

### フルクトース-1,6-ビスリン酸→フルクトース-6-リン酸
解糖系ではこれの逆反応をホスホフルクトキナーゼにより行っているが、これは不可逆的なのでフルクトース-1,6-ビスホスファターゼ（fructose-1,6-bisphosphatase）が用いられている。また、Mg2+も必要である。この酵素は、フルクトース-1,6-ビスリン酸のC-1位のリン酸基を加水分解する。
フルクトース-1,6-ビスリン酸＋H2O → フルクトース-6-リン酸+Pi (⊿G'°＝－16.3 kj/mol)

### グルコース-6-リン酸 → グルコース
グルコース-6-ホスファターゼにより進む。解糖系の逆反応ならばATPが生成するが、この反応ではATPは生成しない。グルコース-6-ホスファターゼはグルコース-6-リン酸をリン酸エステルとして単なる加水分解を促進する。
グルコース-6-リン酸＋H2O → グルコース＋Pi (⊿G'°＝－13.8 kj/mol)

### プロピオン酸→ホスホエノールピルビン酸
プロピオン酸からは以下の経路を経て糖新生が行われる。この反応の前半部分は奇数鎖脂肪酸のβ酸化から発生したプロピオン酸の代謝経路を辿る。
プロピオン酸 → プロピオニルCoA  → S-メチルマロニルCoA  → R-メチルマロニル-CoA → スクシニルCoA  →
コハク酸  → フマル酸  → リンゴ酸  → オキサロ酢酸  → ホスホエノールピルビン酸

### グリセロール
グリセロールは、肝臓でグリセロール3-リン酸、ついでジヒドロキシアセトンリン酸となり、糖新生経路へ入る。

## 糖新生の調節
糖新生はインスリンにより抑制、グルカゴンにより亢進するが、健常人ではインスリンが多量に分泌されても糖新生はあまり抑制されない(肝グリコーゲンの分解はほぼ完全に止まる)。
タンパク質摂取時はインスリンとグルカゴンが同時に分泌されるが、糖新生は大幅に活性化する。
インスリンが枯渇している1型糖尿病患者の場合は、少量のインスリン注入によって糖新生が大きく抑制されたという報告がある。